# Andrzej Towpik
Andrzej Kazimierz Towpik (ur. 1 lutego 1939 w Brześciu nad Bugiem) – polski urzędnik państwowy i dyplomata.

## Życiorys
Ukończył Szkołę Główną Służby Zagranicznej w Warszawie i studia podyplomowe na Columbia University. Uzyskał stopień doktora nauk prawnych na Uniwersytecie Jagiellońskim. Pracował w Polskim Instytucie Spraw Międzynarodowych, a następnie od 1975 w Ministerstwie Spraw Zagranicznych.
W latach 1977–1981 był I sekretarzem ambasady PRL w Hiszpanii, potem radcą ministrem w Polskiej Misji przy Biurze ONZ w Genewie. W 1990 został dyrektorem Departamentu Instytucji Europejskich MSZ, a później dyrektorem politycznym tego resortu.
Przewodniczył polskiej delegacji powołanej na rozmowy w sprawie rozwiązania Układu Warszawskiego, a następnie w 1994 wziął udział w uzgodnieniach związanych z przystąpieniem Polski do „Partnerstwa dla Pokoju”. W latach 1994–1997 jako podsekretarz stanu w MSZ odpowiadał za polską politykę bezpieczeństwa. Przewodniczył delegacji prowadzącej rozmowy w sprawie akcesji Polski do NATO. W listopadzie 1997 został ambasadorem – stałym przedstawicielem Polski przy NATO i Unii Zachodnioeuropejskiej, a w marcu 1999 pierwszym stałym przedstawicielem RP w Radzie Północnoatlantyckiej. Funkcję tę pełnił do 31 stycznia 2002. Od 2003 był podsekretarzem stanu ds. polityki obronnej w Ministerstwie Obrony Narodowej.
W 2004 ponownie został ambasadorem, obejmując stanowisko stałego przedstawiciela RP przy Organizacji Narodów Zjednoczonych w Nowym Jorku. Odwołany z tej funkcji został 18 czerwca 2010 z dniem 28 lutego 2010. W 2013 wybrany na przewodniczącego rady programowej Stowarzyszenia Narodów Zjednoczonych w Polsce. Powołany również w skład Polsko-Rosyjskiej Grupy do Spraw Trudnych.

## Odznaczenia
- Krzyż Komandorski Orderu Odrodzenia Polski (2009)[4]
- Krzyż Oficerski Orderu Odrodzenia Polski (1998)[5]
- Order Białej Gwiazdy II klasy (Estonia, 2002)[6]